# ウンターシュヴァーニンゲン
ウンターシュヴァーニンゲン（ドイツ語: Unterschwaningen、アレマン語:Underschwaninge）は、ドイツ連邦共和国バイエルン州ミッテルフランケンのアンスバッハ郡に属す町村（以下、本項では便宜上「町」と記述する）で、エーヒンゲンに本部を置くヘッセルベルク行政共同体の一員である。

## 地理
ウンターシュヴァーニンゲンはグンツェンハウゼンとヴァッサートリューディンゲンの間、アルトミュール川の渓谷とヴェルニッツ川の渓谷の間に位置する。町域内にある、アルトミュール湖から約12kmの距離にあるデンネンローアー湖はフランケン湖水地方に属す。町の背景にはヘッセルベルク山の麓である。
住民の大部分はアレマン語の一方言であるシュヴァーベン語を言語とするアレマン人が多い（アレマン諸語の最北端に属する）。

### 自治体の構成
この町は、公式には4つの地区 (Ort) からなる。これらはいずれも、小集落や孤立農場ではなく集落を形成している。
- デンネンローエ
- クレッテンバッハ
- オーバーシュヴァーニンゲン
- ウンターシュヴァーニンゲン

## 歴史
西暦260年頃、西ゲルマン民族の一つであるアレマン族が、リーメス周辺地域の覇権をローマ人から奪取し、シュヴァーベン、ドイチュ・シュヴァイツァー、アルザスに分割した。この時代に、おそらくウンターシュヴァーニンゲンの一部も創設されたと考えられる。また、地名の末尾の "-ingen"も、この時代に遡る。地名は、しかし、紋章にあるような白鳥とは関係がない。これはおそらく、フランケン地方の騎士一門の始祖である"Sweno"に由来するようだ。920年のアレマンの記録には、この地域の地名としてシュヴァイニンガという名が記録されている。別の1053年の記録は、ヘインリク・シュヴァイニンガが、その一門に水城とウンターシュヴァイニンゲンをもたらしたと伝えている。この一門の所領であった1388年に最初のウンターシュヴァーニンゲンの教会が、アイヒシュテット司教によって献堂されている。
貴族家のシュヴァイニング家は1455年にハンス・フォン・シュヴァイニンゲンが亡くなり断絶した。しかし、それ以前の1429年、すでにコンラート・フォン・シュヴァイニンゲンはウンターシュヴァーニンゲンの地所を義兄弟にあたるコンラート・フォン・ホルツィンゲンに売却していた。その後の数十年間、この土地の領主は転々と変わった。1487年にジグムント・フォン・ホルツィンゲンはこの騎士領を娘婿のハンス・フォン・グンドルスハイムに売却し、1511年にはレーエンとしてアンスバッハ辺境伯に移された。ここで初めてアンスバッハ辺境伯がウンターシュヴァーニンゲンの地と関わることとなった。1517年には、騎士のエルンスト・フォン・レーヒェンベルクが城と家財を所有していた。1543年にウンターシュヴァーニンゲンに宗教改革がもたらされ、村自体がプロテスタントの信仰に改宗された。1583年には、最後の所有者であったコンラート・フォン・レーヒェンベルクが子供のないまま亡くなり、この騎士領は再び領土レーエンに戻された。ウンターシュヴァーニンゲンは再び辺境伯ゲオルク・フリードリヒの直接管理区域に編入され、この時にもたらされた権利の証が現在も町の紋章に遺されている。
辺境伯ヨアヒム・エルンストの治世下、1603年に辺境伯麾下の大佐で枢密顧問官であったヨハン・フィリップ・フックス・フォン・ビムバッハは、ウンターシュヴァーニンゲンのレーエンに関する全権を委任された。彼は老朽化したみすぼらしい前近代的な水城を取り壊した。この新しい領主は裕福で、建築家ブラジウス・ベルヴァルト・デア・ユンガーに、同じ場所に新しい城を建設するよう命じた。堅固な防衛施設を有する城は1620年に完成し、所有者を喜ばせたが、ヨハン・フィリップ・フックス・フォン・ビムバッハ自身は別のプランを持っていた。彼は、当時ドイツ全土を巻き込んでいた三十年戦争に、デンマーク王クリスチャン4世の軍として参戦したのだった。この背信行為に、皇帝フェルディナント2世は、彼を帝国から追放し、利権を取り上げた。1626年8月デンマーク軍は、ルッター・アム・バーレンベルゲ近郊で、ティリー伯の軍勢と会戦し（ルッターの戦い）、大敗を喫した。ヨハン・フィリップ・フックス・フォン・ビムバッハは、この戦いで、1626年8月27日にデンマークの将として亡くなった。国外追放者の封土は皇帝の下に帰したが、その城と家財はカトリック信者であった父親のハンス・カール・フォン・ビムバッハに託された。こうして1628年、村の宗教は再びカトリックに戻された。しかし、それも長続きはしなかった。経済的な理由から、彼はウンターシュヴァーニンゲンをアンスバッハ辺境伯に売却した。1634年、ネルトリンゲンの戦いの後、スウェーデン軍がウンターシュヴァーニンゲンを襲撃した。カトリックの司祭、教師、教区民は追放され、すべての教区登記簿が燃やされて、町は略奪されてしまった。スウェーデン軍が去った後、無傷で遺されたのは城の傍らにある4軒の家だけであった。この事件の後、わずかな間にプロテスタントの信仰が改めて導入された。
その後、長い間ウンターシュヴァーニンゲンは停滞したままであった。1712年辺境伯妃クリスティアーネ・シャルロッテがアンスバッハ宮廷の世継ぎとなるカール・ヴィルヘルム・フリードリヒを出産した事が、この停滞を打ち破る契機となった。この出産を喜んだ辺境伯は、妻に城館を贈った。ところがそれは、時代遅れで、窮屈で、飾り気のない城館であった。とりわけ、その頃流行していた、洒落た庭園を欠いていた。彼女は、建築家カール・フリードリヒ・フォン・ツォーヒャに改築の指揮を任せた。新しい城館は、1719年頃に完成した。旧城館の西側に、多くの翼棟をもつフランス風ルネサンス様式の建築群として建設され、主に食料庫として用いられた。
1729年5月、彼女の一人息子カール・ヴィルヘルム・フリードリヒは17歳で、2つ年下のフリーデリケ・ルイーゼ・フォン・プロイセンと結婚した。彼女は、後に「兵隊王」と渾名される、フリードリヒ・ヴィルヘルム1世の娘としてベルリンで生まれた。1733年4月8日、フリーデリケ・ルイーゼが、カール・フリードリヒ・アウグストを出産すると、その翌日にはウンターシュヴァーニンゲンに移された。行動力に富み、芸術通の彼女は、殺風景だった城館に豪奢なロココ装飾を施した。さらに彼女は、フランス式庭園をモデルに、南東部に遊歩庭園や公園を整備した。この他にも彼女は、芸術的な水路を築いた。大きな弧を描く橋から約1km、庭園に隣接して築かれた。南東の端には小さな池が掘られたが、その池の真ん中にはガラスの四阿を持つ小さな島が設けられていた。
1734年、傲慢で残忍な辺境伯は（このため彼は「野蛮な辺境伯」と渾名された）、市民階級出身のエリーザベト・ヴュンシュと左手結婚（身分違いの結婚のこと）した。やがて、この結婚から4人の子供が生まれた。これによりエリーザベト・ヴュンシュは、グンツェンハウゼンのヴァルト地区に所領を持つファルケンハウゼン男爵家の始祖となったのである。
1737年5月8日にフリーデリケ・ルイーゼの息子が亡くなると、辺境伯とその宮廷は彼女の罪であるとして、ゼッケンドルフ元帥の指揮下、彼女をウンターシュヴァーニンゲンに追放した。だが、彼女の願いにより、村の老朽化した礼拝堂に替わって新しい教会が造られることとなった。村で最も高い地点であるその場所は教会を建てるにふさわしい場所であった。1738年9月に基礎が築かれた。建築家レオポルド・レッティによる建設は急ピッチで進められた。1739年には早くも教会の身廊が完成したが、塔の工事は遅れた。このため、献堂式は1743年5月9日に執り行われた。バロック様式の牧師館は、1753年に完成した。この頃（1757年）、辺境伯が亡くなったが、フリーデリケ・ルイーゼは、1784年2月4日に肺炎で亡くなるまでウンターシュヴァーニンゲンで暮らした。
この城が女城主なしでいる時期はそう長くはなかった。同じ年の6月に最後の辺境伯クリシュティアン・フリードリヒ・カール・アレクサンダーは、妻のフリーデリカ・カロリーナにこの城と土地を贈った。病気になった辺境伯妃は、1791年2月18日に55歳で亡くなった。辺境伯は、愛人であるエリーザベト・クラーフェンとイギリスに移住するまえに、ウンターシュヴァーニンゲンの地所を従兄弟に当たるプロイセン王フリードリヒ・ヴィルヘルム3世に売却した。城のホールは使われずに放置された。フリーデリケ・ルイーゼが収集した大規模な図書館はエアランゲン・ニュルンベルク大学に移管された。この他の価値ある文物はアンスバッハのレジデンツに移された。残された物は盗難されたり、廃棄されたりした。
だが、その後この城はもう一度、短い期間ではあったが、貴顕の住人を受け容れた。1795年、荒れ狂うフランス革命の紛争を逃れた63人の亡命者がこの地を訪れたのだ。1801年のリュネヴィルの和約がこの地にも平安をもたらした。1802年には亡命者達は故郷へ戻っていった。
1806年、フランケンおよびプロイセンの全支配領域が、新たに成立したバイエルン王国に編入された。王国が、城の維持保全を拒んだため、1807年には森、公園および城をのぞく公有地が競売に掛けられた。しかし、これでは経費を賄いきれず、1811年に残りの建物も売却されることとなった。新たな所有者となったアンスバッハの書記官ヴィルトマンは、舞踏会場と隅櫓を結ぶ馬蹄形の回廊を取り壊した。4つの隅櫓は居住に適していたため破壊を免れた。見事だった公園施設は荒れ放題の草地や野原になり果て、水路は近隣の水車のための貯水槽として利用された。付属建造物は、後にビール醸造所、学校、幼稚園、役所に利用された。

## 行政

### 議会
ウンターシュヴァーニンゲンの町議会は、町長を除いて、8議席からなる。

### 紋章
図柄: 銀と黒の市松模様を背景に、赤い嘴や足を持つ、羽を広げた銀色の白鳥がゆったりと歩く姿が大きく描かれている。

## 引用
1. ↑  https://www.statistikdaten.bayern.de/genesis/online?operation=result&code=12411-003r&leerzeilen=false&language=de Genesis-Online-Datenbank des Bayerischen Landesamtes für Statistik Tabelle 12411-003r Fortschreibung des Bevölkerungsstandes: Gemeinden, Stichtag (Einwohnerzahlen auf Grundlage des Zensus 2011)
2. ↑  Bayerische Landesbibliothek Online